# 非拘束名簿式
非拘束名簿式（ひこうそくめいぼしき）は、選挙における比例代表制において比例名簿の順位を決めない方式のこと。
議席を得た政党内での当選者は、各候補者の個人名での得票数により決定される。

## 概要
日本では2001年の参議院議員通常選挙から参議院比例区で採用されている。それまでの参院選比例代表は、拘束名簿式といって、有権者は政党名でのみ投票でき、当選者はあらかじめ政党が決めた順位にしたがって決まっていた。これに対し、非拘束名簿式では、有権者は政党または立候補者のいずれにも投票することができる。個人名が書かれた票は、その者が所属する政党の得票となる。
名簿順位は政党があらかじめ決めることはできず、個人票の得票数に応じて順位付けされ、当選者が決定する。獲得議席数に比して個人票の人数が足りない場合、あるいは政党内の議席獲得可能な候補者のうち順位が最も下の者の得票数が同数の場合、当選者はくじ引きで決まる。
名簿の並び順は各政党が自由に決めている。特定枠以外の表記順は当選順位に直接影響はないが、投票所にある記載台の名簿は表記順に掲示されるため、有権者の目につきやすい前の方が当選しやすいとされる。自由民主党や民主党は五十音順、公明党は全国をブロック分けして割り振った重点候補を優先して北から南の順に並べ、日本共産党や社会民主党や日本維新の会は現職や党幹部らを優先的に掲載している。それ以外に、候補者の内定順に並べる政党や南又は北からの出身地順に並べる政党もある。投票所にある記載台の名簿は右から参議院名簿届出政党等の名称、（政党・政治団体の）略称、参議院名簿登載者の氏名、優先的に当選人となるべき候補者（特定枠）の順に掲載している。
事実上の全国区制の復活となり、候補者の選挙費用の増大や全国的な組織を持つ候補や知名度が高いタレント政治家の増加なども指摘する声もある。
全国的な組織に支援されて全国で票を集める候補を組織内候補、選挙区で当選したことがある元衆議院議員の候補や都道府県知事経験がある候補など、地元の政治家として知名度を生かして地元の都道府県を中心に票を集める候補をご当地候補と呼ぶ。
選挙人の投票意思が代表者選出に忠実に反映しないことから選挙権を保障する日本国憲法第15条及び選挙人の投票意思が自己の当選させたくない個人名や政党名を記載した投票者の投票意思のために用いられることから直接選挙を保障する日本国憲法第43条に反するとして選挙無効訴訟が起こされたが、2004年1月14日に最高裁判所大法廷は非拘束名簿式に合憲判決を出した（同日に参院選の一票の格差についても合憲判決が出た）。
参議院選挙区（旧地方区）における一票の格差の問題から2つの参議院合同選挙区が創設され、参議院に選出されない可能性がある県の代表者を参議院に確実に輩出することを意図した自民党の意向が国会で反映されたことにより、2019年7月の第25回参議院選挙から参議院比例区で政党等の判断で拘束名簿式の「特定枠」として上位に設定することが可能となり（なお、特定枠に掲載された候補者は候補者名を冠した選挙運動を行うことができず、特定枠に掲載された候補者は政党票としてカウントされる）、これによって参議院比例区では拘束名簿式と非拘束名簿式の両方が混合することになる。

## 利点
拘束名簿式では、名簿順位の決定は、各政党の任意であるため、有権者はその名簿の作成に関わることができず、有権者が当選させたい者が比例名簿に登載されている場合、その者を当選させるには所属している政党名を書くしかない。しかし、その者の名簿順位が低く、当選に及ばなかった場合、有権者の意図とは異なる候補者が当選することとなってしまう。非拘束名簿式の場合、有権者が好きな候補者を自由に選べるので、名簿順位の決定に有権者が参加することができる。
比例代表制の導入により、かつての全国区制のような当選して取り過ぎて余った票（広義の死票）が少なくなるなどがある。

## 欠点
この制度では、個人名で書かれた票はその所属政党の得票に反映されるため、個人への票が他者への票の横流しになるという点がある。大量得票を獲得できるタレントやたくさんの組織票がある候補者がいる政党では、その者の得票によって他の得票数の少ない候補者を助けることが可能となる。そのため、高得票数で当選した議員は所属政党において政治的影響力を増大させる傾向がある。
法案の国会審議では、大量の個人名得票を獲得したタレント等の個人名得票が同一政党の他の候補に横流しされることが懸念された。しかし、実際の得票を見ると、公明党以外の主要政党では、多くの有権者が政党名で投票するため、個人名得票だけで当選ラインを超えて他者への票の横流しになった当選者は、9回の選挙（2001年、2004年、2007年、2010年、2013年、2016年、2019年、2022年、2025年）の延べ429人の当選者（特定枠を除く。）中3人しかおらず、直近7回の選挙では発生していない。
また、2019年7月投開票の第25回参議院議員通常選挙より導入された特定枠の影響で個人名で大量得票を得ながら、政党としての獲得議席数が及ばずに落選するケースも発生している。れいわ新選組代表の山本太郎が、個人名得票で1議席分に相当する93万2231票を上回る99万1756票を集めたが、同党全体では2議席分の票しか得られなかったため、同党の特定枠候補(優先的に当選人となるべき候補者)2人（舩後靖彦、木村英子）が当選して山本は落選した。これは、3議席分以上の票を集めなければ山本太郎が落選する状況を作ることで支持者を煽り、党の得票数を増やそうとする戦略の結果だった。
逆に、大量の政党名得票により、個人名得票が全国的にわずかでも当選する候補者や同一政党内のわずかな個人名得票差で当選する候補者が続出している。後者の例として2016年の日本共産党は、当選した同党内個人名得票数5位の武田良介と落選した同6位の奥田智子の差は、258票差であった。2022年の自由民主党は、当選した同党内個人名得票数18位の越智俊之と落選した同19位の小川克巳の差は、455票差であった。2025年の参政党は、当選した同党内個人名得票数7位の後藤翔太と落選した同8位の川裕一郎の差は、211票差であった。また、逆に多くの落選者の個人名得票を積み重ねて、その政党の名簿の当選者の増加に資する例もある（2010年の民主党、自由民主党等）。
拘束名簿式の時には、学者等の有識者や市民運動家等が順位上位で当選することがあったが、非拘束名簿式ではそのような候補は個人名得票があまり見込めず厳しい結果に終わっており、業界団体、宗教団体、労働組合等の組織票を持つ候補に有利な結果となっている。一方で公明党や日本共産党の様に主に政党幹部などの重点立候補者を各地域毎に割り振り、特定地域から個人名得票を集中させて当選圏内に持ち込む戦術もとられている。
議席はあくまでも政党単位で配分されるため、個人名でかなりの票を獲得した候補者であっても、政党全体としての得票が少なく、議席が配分されないと落選してしまうこともある。他方で、政党名での得票が多かった政党の候補者は、少ない得票でも当選することができる。個人での得票という観点から見れば、有権者の意思が反映されず、不公平であるという見方もできる。また、有権者がある候補者を当選させたかったとしても、それは必ずしもその所属政党への支持を意味するわけではない。候補者個人は支持するが、その政党は支持したくないということもあり得るのであり、そのような有権者にとってはジレンマに悩むことになる。その一方で、比例区はまず政党を選ぶ選挙であり、個人票は政党内における順位決定という意味合いしかなく、政党外の候補との個人票の得票を比較することには意味を成さないとの意見もある。
また全国一選挙区で候補者が乱立しているため、有権者にとって候補者との距離を遠く感じさせる選挙である。候補者にとっても選挙活動が「雲をつかむような選挙」と表現されることもあり、組織票が少なく知名度による浮動票の取り込みを期待している候補にはそれが顕著となりやすい。
旧全国区同様に候補者数が乱立しているが、旧全国区と異なり政党票が認められていることから旧全国区と比較すると候補者個人に対する得票が少なくなっており、ある特定の候補者について自治体によっては得票数0と計算されたことに当該候補者に投票した有権者が票の数え直しを求める事例もある。例として以下がある。
2013年参院選
- 香川県高松市で自由民主党の衛藤晟一候補の得票が0票だった。衛藤の支持団体から刑事告発を受け、衛藤の票が減らされ白票が水増しされたことが発覚、公職選挙法違反で6人が逮捕された。（参議院選白票水増し事件）

2016年参院選
- 愛媛県西条市でおおさか維新の会の片山虎之助候補の得票が0票だった。有権者が選挙無効を求めて提訴するも、東京高裁は「不正行為は認められず、過誤があったとしても選挙結果に異動を及ぼす恐れはない」と請求を棄却した。

2019年参院選
- 千葉県富里市で国民民主党の田中久弥候補の得票が0票だった。内部の指摘を受けて再点検し、誤って無効票に分類していたことが発覚し、25票に訂正。
- 静岡県富士宮市で自由民主党の山田太郎候補の得票が0票だった。市民の指摘を受けて確認した結果、誤ってれいわ新選組の山本太郎候補の票に計上していたことが判明し515票に訂正。
- 大阪府堺市美原区で日本共産党の山下芳生候補の得票が0票だった。区民が国民民主党の山下容子候補との取り違えの可能性等を訴え、損害賠償を求めて市を提訴。

## 経緯
1982年の公職選挙法改正で参議院全国区が廃止され、代わりに全国を一ブロックとして比例代表制を設けて厳正拘束名簿式の参議院比例区が導入された。この時に徳永正利参議院議長により「2回（1983年・1986年）実施した後で、必要により再検討する」との表明が出された。1986年10月に藤田正明参議院議長は「見直し作業を早急に着手し、12月には各会派で意見集約を」と要請した。自民党は1987年8月に参議院議員にアンケート調査したところ、7割の議員が個人名投票を認める非拘束名簿式に移行すべきだという意見であった。日本社会党は非拘束名簿式に変更するよう求める意見が大半を占めた。公明党と日本共産党は現行の厳正拘束名簿式を支持、民社党はブロック制の導入又は非拘束名簿式を主張した。
2000年に久世公堯金融再生委員長が大手マンション会社から党費を肩代わりしてもらい、自民党比例名簿上位に登載して当選していたことが発覚。そのため、参議院選挙では比例名簿の順位を政党が決定権を持つ比例区における厳正拘束名簿式を非拘束名簿式に改正する動きが出てきた。野党は非拘束名簿式の導入は党利党略として反発。参議院では野党が委員会への名簿の提出を拒否する審議拒否に出た。
そのため、斎藤十朗参議院議長が野党の了承なく、議長権限で野党から委員を選出する。それでもなお、与野党間の対立が増したため、斎藤議長は比例改選定数において拘束名簿式と非拘束名簿式を半分にする混同案を斡旋案として提案。しかし、この提案には野党ばかりではなく、与党も難色を示した。斎藤は斡旋に失敗したため、議長を辞任。井上裕新議長の下、与党ペースで審議が進み、10月26日に可決成立した。

## 記録
以下では日本の参議院選挙における記録を記載する。

### 最多得票当選者
| 回 | 年     | 1位         | 1位  | 1位       | 2位        | 2位  | 2位       | 3位        | 3位  | 3位     | 4位      | 4位  | 4位     | 5位        | 5位  | 5位     |
| -- | ------ | ----------- | ---- | --------- | ---------- | ---- | --------- | ---------- | ---- | ------- | -------- | ---- | ------- | ---------- | ---- | ------- |
| 19 | 2001年 | 舛添要一◎   | 自民 | 1,588,262 | 山本香苗◎  | 公明 | 1,287,549 | 木庭健太郎 | 公明 | 800,563 | 遠山清彦 | 公明 | 794,445 | 草川昭三   | 公明 | 699,069 |
| 20 | 2004年 | 浜四津敏子◎ | 公明 | 1,822,283 | 弘友和夫   | 公明 | 996,188   | 谷合正明   | 公明 | 835,983 | 荒木清寛 | 公明 | 816,115 | 風間昶     | 公明 | 787,886 |
| 21 | 2007年 | 山本香苗    | 公明 | 1,027,546 | 木庭健太郎 | 公明 | 706,993   | 山本博司   | 公明 | 619,837 | 遠山清彦 | 公明 | 612,972 | 渡辺孝男   | 公明 | 558,197 |
| 22 | 2010年 | 秋野公造    | 公明 | 836,120   | 長沢広明   | 公明 | 630,775   | 横山信一   | 公明 | 579,793 | 谷合正明 | 公明 | 544,217 | 浜田昌良   | 公明 | 503,177 |
| 23 | 2013年 | 山本香苗    | 公明 | 996,959   | 平木大作   | 公明 | 770,682   | 河野義博   | 公明 | 703,637 | 山本博司 | 公明 | 592,814 | 若松謙維   | 公明 | 577,951 |
| 24 | 2016年 | 長沢広明    | 公明 | 942,266   | 秋野公造   | 公明 | 612,068   | 横山信一   | 公明 | 606,889 | 熊野正士 | 公明 | 605,223 | 徳茂雅之   | 自民 | 521,060 |
| 25 | 2019年 | 柘植芳文    | 自民 | 600,189   | 山本香苗   | 公明 | 594,289   | 山田太郎   | 自民 | 540,077 | 山本博司 | 公明 | 471,759 | 若松謙維   | 公明 | 342,356 |
| 26 | 2022年 | 赤松健      | 自民 | 528,053   | 竹内真二   | 公明 | 437,228   | 辻元清美   | 立民 | 428,859 | 横山信一 | 公明 | 415,178 | 長谷川英晴 | 自民 | 414,197 |
| 27 | 2025年 | 北村晴男    | 保守 | 975,122   | 犬童周作   | 自民 | 482,058   | 山田太郎   | 自民 | 381,185 | 平木大作 | 公明 | 377,986 | 司隆史     | 公明 | 341,441 |

| 位 | 名前        | 選挙年 | 政党       | 得票数    |
| -- | ----------- | ------ | ---------- | --------- |
| 1  | 浜四津敏子◎ | 2004年 | 公明党     | 1,822,283 |
| 2  | 舛添要一◎   | 2001年 | 自民党     | 1,588,262 |
| 3  | 山本香苗◎   | 2001年 | 公明党     | 1,287,549 |
| 4  | 弘友和夫    | 2004年 | 公明党     | 996,188   |
| 5  | 北村晴男    | 2025年 | 日本保守党 | 975,122   |
| 6  | 長沢広明    | 2016年 | 公明党     | 942,266   |
| 7  | 秋野公造    | 2010年 | 公明党     | 836,120   |
| 8  | 谷合正明    | 2004年 | 公明党     | 835,983   |
| 9  | 荒木清寛    | 2004年 | 公明党     | 816,115   |
| 10 | 木庭健太郎  | 2004年 | 公明党     | 800,563   |

◎…個人名票だけで当選ラインに達した者
【参考】当選ライン（小数点第3位以下切り上げ）
第19回（2001年）1,023,475.500
第20回（2004年）1,077,658.125
第21回（2007年）1,109,332.732
第22回（2010年）1,121,367.578
第23回（2013年）1,019,173.577
第24回（2016年）1,058,673.067
第25回（2019年）932,230.165
第26回（2022年）967,416.257
第27回（2025年）1,056,779.470

### 最少得票当選者
| 回 | 年     | 年     | 1位         | 1位      | 1位    | 2位         | 2位    | 2位    | 3位         | 3位    | 3位    | 4位         | 4位    | 4位    | 5位         | 5位    | 5位     |
| -- | ------ | ------ | ----------- | -------- | ------ | ----------- | ------ | ------ | ----------- | ------ | ------ | ----------- | ------ | ------ | ----------- | ------ | ------- |
| 19 | 2001年 | 当初   | 吉川春子    | 共産     | 26,386 | 井上哲士    | 共産   | 32,485 | 筆坂秀世    | 共産   | 40,571 | 大江康弘    | 自由   | 43,801 | 紙智子      | 共産   | 56,999  |
| 19 | 2001年 | 最終   | 小林美恵子※ | 共産     | 21,246 | 吉川春子    | 共産   | 26,386 | 井上哲士    | 共産   | 32,485 | 筆坂秀世    | 共産   | 40,571 | 大江康弘    | 自由   | 43,801  |
| 20 | 2004年 | 2004年 | 鰐淵洋子    | 公明     | 17,173 | 浜田昌良    | 公明   | 33,310 | 大門実紀史  | 共産   | 73,631 | 仁比聡平    | 共産   | 73,662 | 小池晃      | 共産   | 105,481 |
| 21 | 2007年 | 当初   | 山下芳生    | 共産     | 55,913 | 山本孝史    | 民主   | 67,612 | 大江康弘    | 民主   | 68,973 | 室井邦彦    | 民主   | 72,544 | 紙智子      | 共産   | 76,878  |
| 21 | 2007年 | 最終   | 平山誠※     | 新党日本 | 11,475 | 山村明嗣※   | 民主   | 34,395 | 尾辻かな子※ | 民主   | 38,229 | 草川昭三※   | 公明   | 38,792 | 玉置一弥※   | 民主   | 43,291  |
| 22 | 2010年 | 当初   | 桜内文城    | みんな   | 37,191 | 小熊慎司    | みんな | 37,222 | 小野次郎    | みんな | 43,012 | 大門実紀史  | 共産   | 43,897 | 田村智子    | 共産   | 45,669  |
| 22 | 2010年 | 最終   | 田中茂※     | みんな   | 30,207 | 山田太郎※   | みんな | 30,663 | 藤巻幸大※   | みんな | 32,161 | 真山勇一※   | みんな | 36,599 | 桜内文城    | みんな | 37,191  |
| 23 | 2013年 | 2013年 | 新妻秀規    | 公明     | 26,044 | 室井邦彦    | 維新   | 32,107 | 中野正志    | 維新   | 32,926 | 藤巻健史    | 維新   | 33,237 | 仁比聡平    | 共産   | 39,768  |
| 24 | 2016年 | 当初   | 宮崎勝      | 公明     | 18,571 | 武田良介    | 共産   | 23,938 | 岩渕友      | 共産   | 31,099 | 大門実紀史  | 共産   | 33,078 | 田村智子    | 共産   | 49,113  |
| 24 | 2016年 | 最終   | 竹内真二※   | 公明     | 7,489  | 宮崎勝      | 公明   | 18,571 | 武田良介    | 共産   | 23,938 | 岩渕友      | 共産   | 31,099 | 大門実紀史  | 共産   | 33,078  |
| 25 | 2019年 | 当初   | 塩田博昭    | 公明     | 15,178 | 紙智子      | 共産   | 34,696 | 井上哲士    | 共産   | 42,982 | 山下芳生    | 共産   | 48,932 | 柳ヶ瀬裕文  | 維新   | 53,086  |
| 25 | 2019年 | 最終   | 髙橋次郎※   | 公明     | 7,577  | 浜田聡※     | N国    | 9,308  | 塩田博昭    | 公明   | 15,178 | 大椿裕子※   | 社民   | 15,445 | 桑原久美子※ | 維新   | 20,721  |
| 26 | 2022年 | 当初   | 青島健太    | 維新     | 33,553 | 岩渕友      | 共産   | 35,392 | 串田誠一    | 維新   | 35,842 | 仁比聡平    | 共産   | 36,098 | 金子道仁    | 維新   | 36,944  |
| 26 | 2022年 | 現在   | 宮崎勝※     | 公明     | 9,695  | 齊藤健一郎※ | N党    | 22,426 | 大島九州男※ | れいわ | 28,123 | 大門実紀史※ | 共産   | 31,570 | 青島健太    | 維新   | 33,553  |
| 27 | 2025年 | 当初   | 後藤翔太    | 参政     | 24,030 | 奥田芙美代  | れいわ | 25,454 | 山中泉      | 参政   | 28,234 | 白川容子    | 共産   | 34,418 | 石平        | 維新   | 47,939  |

| 位 | 名前        | 選挙年 | 政党         | 得票数 |
| -- | ----------- | ------ | ------------ | ------ |
| 1  | 竹内真二※   | 2016年 | 公明党       | 7,489  |
| 2  | 髙橋次郎※   | 2019年 | 公明党       | 7,577  |
| 3  | 浜田聡※     | 2019年 | N国党        | 9,308  |
| 4  | 宮崎勝※     | 2022年 | 公明党       | 9,695  |
| 5  | 平山誠※     | 2007年 | 新党日本     | 11,475 |
| 6  | 塩田博昭    | 2019年 | 公明党       | 15,178 |
| 7  | 大椿裕子※   | 2019年 | 社民党       | 15,445 |
| 8  | 鰐淵洋子    | 2004年 | 公明党       | 17,173 |
| 9  | 宮崎勝      | 2016年 | 公明党       | 18,571 |
| 10 | 桑原久美子※ | 2019年 | 日本維新の会 | 20,721 |

※…比例当選議員の辞職、死去による繰り上げ当選。

### 最多得票落選者
| 回 | 年     | 年     | 1位       | 1位    | 1位     | 2位        | 2位    | 2位     | 3位                 | 3位    | 3位     | 4位          | 4位    | 4位     | 5位            | 5位  | 5位     |
| -- | ------ | ------ | --------- | ------ | ------- | ---------- | ------ | ------- | ------------------- | ------ | ------- | ------------ | ------ | ------- | -------------- | ---- | ------- |
| 19 | 2001年 | 当初   | 白川勝彦  | 希望   | 309,994 | 青島幸男   | 二院ク | 284,788 | ツルネン・マルテイ※ | 民主   | 159,920 | 柳澤光美     | 民主   | 158,355 | 高見裕一       | 民主 | 151,563 |
| 19 | 2001年 | 最終   | 白川勝彦  | 希望   | 309,994 | 青島幸男   | 二院ク | 284,788 | 柳澤光美            | 民主   | 158,355 | 高見裕一     | 民主   | 151,563 | 幸田シャーミン | 民主 | 139,125 |
| 20 | 2004年 | 当初   | 中村敦夫  | みどり | 204,712 | 神取忍※    | 自民   | 123,521 | 菅野哲雄            | 社民   | 118,912 | 尾身朝子     | 自民   | 118,577 | 日出英輔       | 自民 | 118,540 |
| 20 | 2004年 | 最終   | 中村敦夫  | みどり | 204,712 | 菅野哲雄   | 社民   | 118,912 | 尾身朝子            | 自民   | 118,577 | 日出英輔     | 自民   | 118,540 | 横内正明       | 自民 | 113,968 |
| 21 | 2007年 | 当初   | 武見敬三※ | 自民   | 186,616 | 阿達雅志   | 自民   | 170,090 | 藤井基之            | 自民   | 168,185 | 松原まなみ   | 自民   | 167,593 | 大高衛         | 自民 | 161,277 |
| 21 | 2007年 | 最終   | 阿達雅志  | 自民   | 170,090 | 藤井基之   | 自民   | 168,185 | 松原まなみ          | 自民   | 167,593 | 大高衛       | 自民   | 161,277 | 上野公成       | 自民 | 159,967 |
| 22 | 2010年 | 当初   | 浮島智子  | 公明   | 445,068 | 長谷川憲正 | 国民新 | 406,587 | 中田宏              | 創新   | 122,978 | 中畑清       | たち日 | 111,597 | 堀内恒夫※      | 自民 | 101,840 |
| 22 | 2010年 | 最終   | 浮島智子  | 公明   | 445,068 | 長谷川憲正 | 国民新 | 406,587 | 中田宏              | 創新   | 122,978 | 中畑清       | たち日 | 111,597 | 臼井正人       | 自民 | 100,282 |
| 23 | 2013年 | 2013年 | 三宅洋平  | 緑の党 | 176,970 | 川合孝典   | 民主   | 138,830 | 石井一              | 民主   | 123,355 | 定光克之     | 民主   | 120,782 | 山城博治       | 社民 | 112,641 |
| 24 | 2016年 | 当初   | 山田太郎  | 改革   | 291,188 | 吉田忠智   | 社民   | 153,197 | 田城郁※             | 民進   | 113,571 | 藤川慎一     | 民進   | 113,045 | 轟木利治       | 民進 | 108,522 |
| 24 | 2016年 | 最終   | 山田太郎  | 改革   | 291,188 | 吉田忠智   | 社民   | 153,197 | 藤川慎一            | 民進   | 113,045 | 轟木利治     | 民進   | 108,522 | 森屋隆         | 民進 | 102,208 |
| 25 | 2019年 | 当初   | 山本太郎☆ | れいわ | 991,756 | 石上俊雄   | 国民民 | 192,586 | 田中久弥            | 国民民 | 143,467 | 比嘉奈津美☆※ | 自民   | 114,596 | 中田宏☆※       | 自民 | 112,581 |
| 25 | 2019年 | 最終   | 山本太郎☆ | れいわ | 991,756 | 石上俊雄   | 国民民 | 192,586 | 田中久弥            | 国民民 | 143,467 | 仲村未央     | 社民   | 98,681  | 尾立源幸       | 自民 | 92,881  |
| 26 | 2022年 | 当初   | 矢田稚子  | 国民民 | 159,929 | 武田邦彦   | 参政   | 128,257 | 小川克巳☆※          | 自民   | 118,246 | 木村義雄☆    | 自民   | 113,913 | 宇都隆史       | 自民 | 101,736 |
| 26 | 2022年 | 現在   | 矢田稚子  | 国民民 | 159,929 | 武田邦彦   | 参政   | 128,257 | 木村義雄☆           | 自民   | 113,913 | 宇都隆史     | 自民   | 101,736 | 園田修光       | 自民 | 93,380  |
| 27 | 2025年 | 2025年 | 浜田聡    | N党    | 335,462 | 河野義博   | 公明   | 291,436 | 新妻秀規            | 公明   | 218,999 | 吉野敏明     | 誠真   | 167,085 | 佐藤正久☆      | 自民 | 127,619 |

| 位 | 名前       | 選挙年 | 政党         | 得票数  |
| -- | ---------- | ------ | ------------ | ------- |
| 1  | 山本太郎☆  | 2019年 | れいわ新選組 | 991,756 |
| 2  | 浮島智子   | 2010年 | 公明党       | 445,068 |
| 3  | 長谷川憲正 | 2010年 | 国民新党     | 406,587 |
| 4  | 浜田聡     | 2025年 | NHK党        | 335,462 |
| 5  | 白川勝彦   | 2001年 | 自由と希望   | 309,994 |
| 6  | 河野義博   | 2025年 | 公明党       | 291,436 |
| 7  | 山田太郎   | 2016年 | 新党改革     | 291,188 |
| 8  | 青島幸男   | 2001年 | 二院クラブ   | 284,788 |
| 9  | 新妻秀規   | 2025年 | 公明党       | 218,999 |
| 10 | 中村敦夫   | 2004年 | みどりの会議 | 204,712 |

※…後に比例当選議員の辞職、死去によって繰り上げ当選。
☆…特定枠候補が優先されたため落選。